# IC 460
IC 460 ist eine elliptische Galaxie vom Hubble-Typ E/S0 im Sternbild Luchs am Nordsternhimmel. Sie ist rund 284 Millionen Lichtjahre von der Milchstraße entfernt und hat einen Durchmesser von etwa 35.000 Lichtjahren.

Im selben Himmelsareal befinden sich unter anderem die Galaxien IC 458, IC 459, IC 463, IC 464.
Das Objekt wurde am 2. Dezember 1893 vom deutschen Astronomen Hermann Kobold entdeckt.